# Diadelia cinerascens
Diadelia cinerascens là một loài bọ cánh cứng trong họ Cerambycidae.